# The Web Planet
The Web Planet (El planeta de la red) es el quinto serial de la segunda temporada de la serie británica de ciencia ficción Doctor Who, emitida originalmente en seis episodios semanales del 13 de febrero al 20 de marzo de 1965.

## Argumento

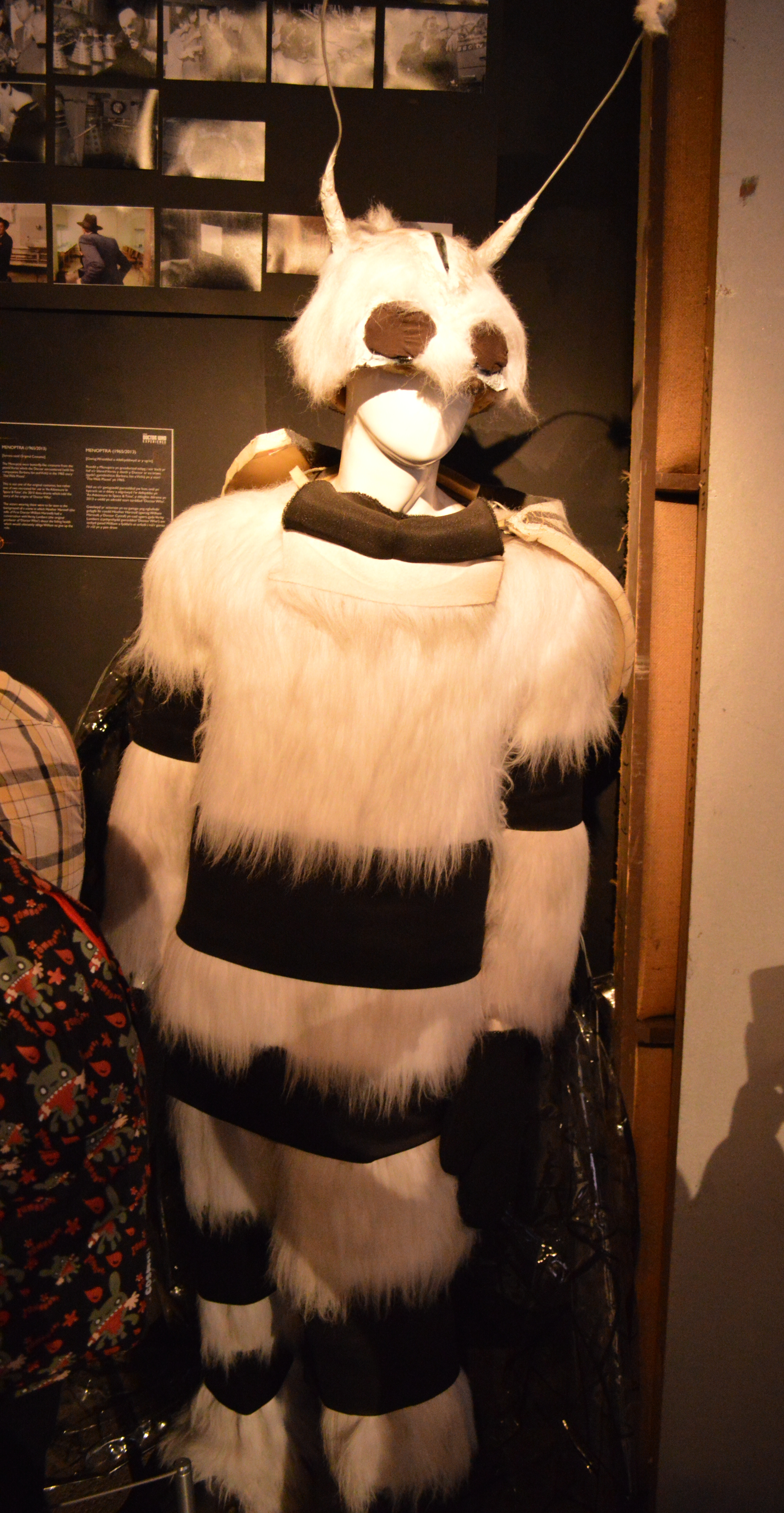
Menoptra Doctor Who Experience

Una fuerza desconocida saca a la TARDIS de su rumbo y la dirige al planeta Vortis. Mientras el Doctor e Ian investigan la fuente de esa fuerza, Barbara ayuda a una desorientada Vicki que se ve afectada por las comunicaciones en altas frecuencias de las criaturas Zarbi, con apariencia de hormiga, mientras monitorizan la TARDIS. Barbara es hipnotizada por una extraña fuerza que fluye a través de su brazalete dorado, y abandona la TARDIS dejando a Vicki sola dentro. Entonces una fuerza extraña tira de la TARDIS. Al volver, Ian y el Doctor descubren la desaparición de la máquina, y deciden seguir el rastro hasta que son capturados por unas criaturas llamadas Zarbi, y llevadas ante Animus, que por un comunicador mental habla con el Doctor y le obliga a ayudarle a detener una invasión de criaturas llamadas Menoptras. Ian logra escapar y va en busca de Barbara, que está bajo el control mental de los Zarbi, mientras el Doctor y Vicki intentan ganar tiempo.

## Producción
| Episodio          | Fecha de emisión      | Duración | Espectadores en millones | Estado en el archivo |
| ----------------- | --------------------- | -------- | ------------------------ | -------------------- |
| The Web Planet    | 13 de febrero de 1965 | 23:57    | 13,5                     | Película de 16mm     |
| The Zarbi         | 20 de febrero de 1965 | 23:20    | 12,5                     | Película de 16mm     |
| Escape to Danger  | 27 de febrero de 1965 | 22:52    | 12,5                     | Película de 16mm     |
| Crater of Needles | 6 de marzo de 1965    | 25:50    | 13,0                     | Película de 16mm     |
| Invasion          | 13 de marzo de 1965   | 26:04    | 12,0                     | Película de 16mm     |
| The Centre        | 20 de marzo de 1965   | 24:32    | 11,5                     | Película de 16mm     |
| [ 1 ] [ 2 ] [ 3 ] |                       |          |                          |                      |

La historia tuvo como título provisional The Webbed Planet (El planeta enredado). El episodio seis se titulaba inicialmente Centre of Terror.
Jacqueline Hill no fue incluida en el guion de Escape to Danger, para que pudiera tomarse una semana de vacaciones. No fue acreditada en el episodio. Ella pidió que los créditos se cambiaran para las ventas internacionales, pero esto no ocurrió.
Daphne Dare creó los vestuarios únicos para las variadas especies alienígenas.